# Saxifrage cotylédon
Saxifraga cotyledon
Espèce
La Saxifrage cotylédon (Saxifraga cotyledon) est une espèce de plantes de la famille des Saxifragacées.